# Odetta
Odetta (celým jménem Odetta Holmesová, provdaná Gordonová, 31. prosince 1930 Birmingham – 2. prosince 2008 New York) byla americká folková zpěvačka a lidskoprávní aktivistka. V mládí odešla z rodné Alabamy do Los Angeles, kde se původně snažila uplatnit jako operní pěvkyně, pak vystupovala v muzikálech a s Lawrencem Mohrem vytvořila bluesové duo Odetta & Larry, které vydalo album The Tin Angel. Spolupracovali s ní také Harry Belafonte, Pete Seeger, Louisiana Red, Buck Clayton a Bruce Langhorne, ve své tvorbě se inspirovala jazzem i spirituály, čtyřikrát byla nominována na cenu Grammy. Společně s Martinem Lutherem Kingem se angažovala proti diskriminaci Afroameričanů, zpívala při pochodu na Washington za práci a svobodu 28. srpna 1963. Za svůj vzor ji označili například Bob Dylan, Joan Baez nebo Janis Joplin. Vystupovala rovněž ve filmu a televizi, Tony Richardson ji v roce 1961 obsadil do jedné z hlavních rolí filmu Svatyně, natočeného podle stejnojmenného románu Williama Faulknera. V roce 1999 jí prezident Bill Clinton udělil National Medal of Arts.

## Diskografie
- 1954 The Tin Angel
- 1956 Odetta Sings Ballads and Blues
- 1957 At the Gate of Horn
- 1959 My Eyes Have Seen
- 1960 Ballad for Americans and Other American Ballads
- 1960 Christmas Spirituals
- 1962 Odetta and the Blues
- 1962 Sometimes I Feel Like Cryin'
- 1963 One Grain of Sand
- 1963 Odetta Sings Folk Songs
- 1964 It's a Mighty World
- 1964 Odetta Sings of Many Things
- 1965 Odetta Sings Dylan
- 1967 Odetta
- 1968 Odetta Sings the Blues
- 1970 Odetta Sings
- 1987 Movin' It On
- 1988 Christmas Spirituals
- 1999 Blues Everywhere I Go
- 2001 Looking for a Home
- 2002 Women in (E)motion
- 2005 Gonna Let It Shine